# C/1992 B1 (Bradfield)
C/1992 B1 (Bradfield) ist ein Komet, der im Jahr 1992 nur von der Südhalbkugel beobachtet werden konnte.

## Entdeckung und Beobachtung
Der Komet wurde am Morgen des 1. Februar 1992 (Ortszeit) von William A. Bradfield in Australien mit einem 150-mm-f/5,5-Refraktor entdeckt. Es war seine fünfzehnte Kometenentdeckung, etwas über drei Jahre nach seiner letzten. Er hatte in diesem Zeitraum insgesamt 129 Stunden nach Kometen gesucht. Bradfield schätzte die Helligkeit des Kometen zu etwa 10 mag. Nachträglich wurde der Komet auf einer photographischen Aufnahme vom 30. Januar gefunden.
Der Komet war nur von der Südhalbkugel zu beobachten. Zum Zeitpunkt seiner Entdeckung bewegte sich der Komet noch auf die Sonne zu, es konnte aber bald festgestellt werden, dass seine Aktivität stark nachließ. Seine Helligkeit nahm nicht wesentlich über die Werte bei seiner Entdeckung hinaus zu, obwohl sie erwartungsgemäß bis auf etwa 7 mag hätte steigen sollen. Die letzte Positionsbestimmung des Kometen gelang am 13. Februar, danach konnte er nur noch bis zum 15. Februar vereinzelt visuell beobachtet werden. Photographische Aufnahmen von der erwarteten Position des Kometen am 3. März zeigte keine Spur mehr von ihm. Auch letzte Aufnahmen am 4. und 7. März zeigten nichts außer „einem sehr schwachen Fleck“ von länglicher Form.
Möglicherweise hatte der Komet sich aufgelöst, als sein Kern in zunehmender Sonnennähe zerfiel.

## Wissenschaftliche Auswertung
Anfang März 1992 wurden mit dem Nançay-Radioteleskop Beobachtungen der 18-cm-OH-Emissionslinie beim Kometen Bradfield vorgenommen. Es konnte dabei kein Signal festgestellt werden.

## Umlaufbahn
Für den Kometen konnte aus 19 Beobachtungsdaten über einen Zeitraum von 11 Tagen eine elliptische Umlaufbahn bestimmt werden, die um rund 20° gegen die Ekliptik geneigt ist. Die Bahn des Kometen verläuft damit nur leicht schräg gestellt zu den Bahnebenen der Planeten. Auf seinem Weg ins innere Sonnensystem war er am 19. April 1991 in der ungewöhnlich geringen Distanz von nur etwa 1,83 AE am Jupiter vorbeigeflogen und passierte am 21. Februar 1992 die Erde in einem Abstand von etwa 147,3 Mio. km (0,98 AE). 
Wenn der Komet sich nicht aufgelöst hätte, hätte er seinen sonnennächsten Punkt (Perihel) am 19. März 1992 mit etwa 74,8 Mio. Kilometer Sonnenabstand durchlaufen, d. h. im Bereich zwischen den Umlaufbahnen von Merkur und Venus. Am 25. März wäre er der Venus noch bis auf etwa 39,8 Mio. km nahegekommen.
Nach den (mit relativ großen Ungenauigkeiten behafteten) Bahnelementen der JPL Small-Body Database und ohne Berücksichtigung nicht-gravitativer Kräfte hatte seine Bahn einige Zeit vor der Passage des inneren Sonnensystems eine Exzentrizität von etwa 0,99988 und eine Große Halbachse von etwa 4150 AE, so dass seine Umlaufzeit bei etwa 270.000 Jahren lag. Diese Angaben besitzen allerdings aufgrund der wenigen Beobachtungsdaten eine hohe Unsicherheit.